# Jacques Ier de Crussol
Pour les articles homonymes, voir Jacques Ier.
Jacques Ier de Crussol, né vers 1460 et mort en 1525, est un seigneur issu de la famille de Crussol, nommé Grand panetier (1473) et sénéchal de Beaucaire (1504 à 1523) et fait vicomte d'Uzès par mariage (1486).

## Biographie

### Origines
Jacques de Crussol est le premier fils du chevalier Louis (Loys) Bastet, seigneur de Crussol, sénéchal du Poitou, et de Jeanne de Lévis-Mirepoix.
Il a une sœur aînée, Louise, qui épouse François Ier de La Rochefoucauld, chambellan des rois de France, Charles VIII et Louis XII.

### Vicomte d'Uzès
Jacques de Crussol épouse, le 24 juin 1486, Simone d'Uzès, fille et héritière de Jéhan d'Uzès, vicomte d'Uzès,. Une dispense papale est obtenue en raison d'une parenté au second degré. Cette dernière, veuve de Jean Guérin de Châteauneuf, lui apporte en dot la vicomté d'Uzès, à la condition qu'il prenne le nom et les armes d'Uzès, parties avec celles de Crussol. La même année, il rend hommage pour la vicomté au roi de France. Elle lui apporte également les baronnies de Lévis et de Florensac pour lesquelles il rend hommage au roi, le 17 mars 1514.
Il hérite à la mort de son père de la seigneurie de Crussol. Il est fait sénéchal de Beaucaire en 1504 et il le reste jusqu'à sa résignation en 1523, en faveur de son fils.
Les auteurs du XVIIe siècle, Père Anselme, tout comme Louis Moréri, indiquent qu'il succède à son père en la charge de Grand panetier de France, par lettres du 27 septembre 1473, charge qu'assumera son propre fils Charles de Crussol d'Uzès après Jacques Odart, ceci jusqu'à sa mort le 11 mars 1546. Certains auteurs, notamment Albiousse (1887),, mais non mentionné par les deux auteurs précédents, indiquent qu'il aurait été Grand chambellan ou encore Gouverneur du Dauphiné. Sur ce dernier office, il semble y avoir une confusion avec Louis de Crussol, gouverneur en 1463.
Jacques de Crussol teste en 1509, puis en 1511. Il meurt le 24 octobre 1525.